# واكاندا (قصص مصورة)
واكاندا (بالإنجليزية: Wakanda)‏ هي دولة خيالية تظهر في الكتب المصورة الأمريكية التي نشرتها شركة مارفل كومكس، تقع في أفريقيا جنوب الصحراء، وهي وموطن البطل الخارق النمر الأسود. ظهرت واكاندا للمرة الأولى في القصة المصورة «فنتاستيك فور» العدد #52 (يوليو 1966) وتم إنشاؤها بواسطة ستان لي وجاك كيربي.

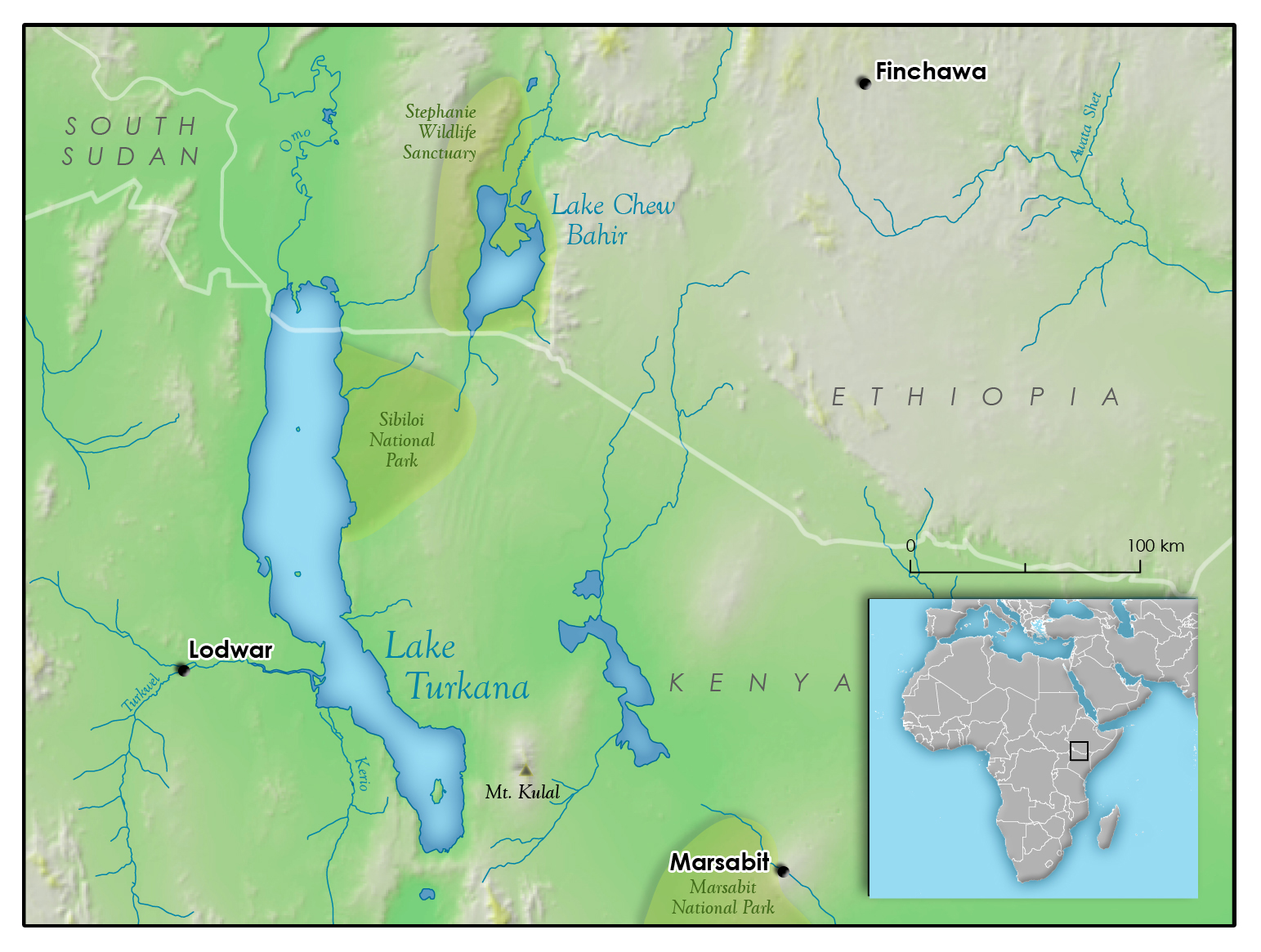
في عالم مارفل السينمائي تقع واكاندا شمال بحيرة توركانا على نقطة حدودية مع كينيا وإثيوبيا وأوغندا وجنوب السودان.

ظهرت واكاندا في المجلات الهزلية والعديد من التعديلات الإعلامية، بما في ذلك أفلام عالم مارفل السينمائي: كابتن أمريكا: الحرب الأهلية (2016) و النمر الأسود (2018) و المنتقمون: الحرب اللانهائية (2018) والمنتقمون: نهاية اللعبة (2019). باعتبارها دولة متقدمة، تم تصوير واكاندا على أنها الدولة الأكثر تقدمًا في الأرض من الناحية التكنولوجية.

## الاسم
هناك عدة نظريات عن اسم واكاندا، قد يكون الاسم مستوحى من إله شعب السو المسمى واكاندا  (Wakonda أو Waconda أو Wakandas) أو القبيلة الخيالية الأفريقية من رواية إدغار رايس بوروس «آكل الآدمي» التي تم تآليفها عام 1915 ولكن نشرت بعد وفاته في عام 1957،  أو قبيلة كامبا الكينية المسماة اكامبا أو واكامبا (Akamba أو Wakamba)، أو من كلمة كاندا التي تعني «الأسرة» في لغة الكيكونغو.

## الموقع
تقع واكاندا في شرق إفريقيا، على الرغم من اختلاف موقعها الدقيق عبر تاريخ النشر في البلاد، تضع بعض المصادر واكاندا في شمال تنزانيا، وبالضبط في بوروندي، بينما تُظهرها مصادر أخرى - مثل (Marvel Atlas # 2) –  في الطرف الشمالي لبحيرة توركانا، بين جنوب السودان وأوغندا وكينيا وإثيوبيا (وتحيط بها دول خيالية مثل آزانيا وكنعان وناروبيا). في عالم مارفل السينمائي، تستخدم الخرائط التي تظهر على الشاشة الموقع المحدد في (Marvel Atlas # 2).
صرّح المخرج رايان كوغلر أن تصويره لواكاندا في فيلم النمر الأسود مستوحى من مملكة ليسوتو في جنوب إفريقيا.
في القصص الأخيرة للكاتب تا نيهيسي كواتس، تقع واكاندا على بحيرة فيكتوريا، بالقرب من دول خيالية زميلة مثل ماهاناندا وكنعان وآزانيا ونيغاندا. غالبا ما توضع هذه الدول في النصف الشرقي من جمهورية الكونغو الديمقراطية.
تقع بيرنين زانا (بالإنجليزية: Birnin Zana)‏ في واكاندا، ويعتبرها البعض مدينة ذكية. شوهدت قطارات مغناطيسية معلقة وهي تتحرك فوق المدينة وحولها. تدمج مباني واكاندا بعض العناصر الأفريقية التقليدية (مثل الأسقف المصنوعة من القش والحدائق المعلقة) في بعض الهياكل الأطول.

## اللغة
في القصص المصورة، لدى واكاندا ثلاث لغات رسمية: لغة واكاندا، و لغة يورباو اللغة الهوسية. في عالم مارفل السينمائي، يتم تصوير شخصيات من واكاندا وهي تتحدث اللغة الكوسية الموجودة في جنوب شرق إفريقيا. تم تصوير قبيلة الجعبري وهي تتحدث بلهجة مشابهة للغة الإيغبو من نيجيريا.

## الأثر الثقافي
في ديسمبر 2019، تم اكتشاف أن موقع وزارة الزراعة الأمريكية على الإنترنت أدرج واكاندا كشريك للتجارة الحرة، مع قائمة بالسلع المتداولة التي شملت البط والحمير والأبقار الحلوب. زعمت وزارة الزراعة الأمريكية أن الدولة الخيالية قد أُضيفت إلى القائمة "عن طريق الصدفة أثناء اختبار الموظفين"، وأزالتها بعد وقت قصير من علم الجمهور بها.
يمكن أن تقدم عاصمة واكاندا (بيرنين زانا) بديلاً لما يمكن أن تكون عليه المدن المستقبلية في إفريقيا. هناك بالفعل العديد من مبادرات المدن الذكية التي يتم العمل عليها في إفريقيا. مدينة إيكون، وهي مدينة مخططة في السنغال، مستوحاة من عاصمة واكاندا، وهناك العديد من المدن المستدامة التي تظهر في جميع أنحاء إفريقيا.